# Kūh-e Hezār
Kūh-e Hezār (persiska: کوه هزار) är ett berg i Iran.   Det ligger i provinsen Kerman, i den sydöstra delen av landet, 900 km sydost om huvudstaden Teheran. Toppen på Kūh-e Hezār är 4 472 meter över havet.
Terrängen runt Kūh-e Hezār är varierad. Kūh-e Hezār är den högsta punkten i trakten. Runt Kūh-e Hezār är det glesbefolkat, med 17 invånare per kvadratkilometer. Närmaste större samhälle är Rāyen, 18,7 km nordost om Kūh-e Hezār. Trakten runt Kūh-e Hezār är ofruktbar med lite eller ingen växtlighet.